# Campionati del mondo di ciclismo su strada 2014 - Cronometro maschile Under-23
La cronometro maschile Under-23 dei Campionati del mondo di ciclismo su strada 2014 fu corsa il 22 settembre 2014 in Spagna, con partenza ed arrivo a Ponferrada, su un percorso totale di 36,15 km. L'australiano Campbell Flakemore vinse la gara con il tempo di 43'49"94 alla media di 49,502 km/h; l'argento andò all'irlandese Ryan Mullen; a completare il podio fu lo svizzero Stefan Küng.
Partenza ed arrivo per 63 ciclisti.

## Classifica (Top 10)
| Pos. | Corridore             | Squadra       | Tempo     |
| ---- | --------------------- | ------------- | --------- |
| 1    | Campbell Flakemore    | Australia     | 49'49"97  |
| 2    | Ryan Mullen           | Irlanda       | a 00"48   |
| 3    | Stefan Küng           | Svizzera      | a 9"22    |
| 4    | Rafael Ferreira Reis  | Portogallo    | a 19"32   |
| 5    | Maximilian Schachmann | Germania      | a 37"84   |
| 6    | Jonathan Dibben       | Gran Bretagna | a 38"28   |
| 7    | Andreas Vangstad      | Norvegia      | a 44"88   |
| 8    | Louis Meintjes        | Sud Africa    | a 48"36   |
| 9    | Frederik Frison       | Belgio        | a 1'07"22 |
| 10   | James Oram            | Nuova Zelanda | a 1'09"57 |